# Opština Čajetina
Die Opština Čajetina (serbisch-kyrillisch Чајетина) ist eine Opština (Gemeinde) im Westen Serbiens im Okrug Zlatibor mit dem Verwaltungssitz Čajetina. Laut Zensus 2011 hat sie 14745 Einwohner. Sie nimmt den größten Teil des Zlatibor-Gebirges einnimmt und in der 15.628 Einwohner (2002) auf 647 km² leben (24,2/km²). Die Gemeinde ist ländlich geprägt, einzig Zlatibor ist offiziell urban geprägt.
Umgeben ist die Gemeinde von den Opštine von Užice im Norden, von Arilje im Osten, von Nova Varoš im Südosten und im Süden von Priboj. Im Westen grenzt sie an Bosnien und Herzegowina. Auf 55,8 % der Gemeindefläche wird Landwirtschaft betrieben, 216 km², also ein  Drittel, sind Wald.

## Ortschaften in der Gemeinde
Neben dem Verwaltungssitz Čajetina und der Stadt Zlatibor umfasst die Gemeinde folgende Dörfer und Weiler:
| - Alin Potok - Branešci (Čajetina) - Golovo - Gostilje - Dobroselica (Čajetina) - Drenova (Čajetina) - Željine - Jablanica (Čajetina) - Kriva Reka (Čajetina) - Ljubiš - Mačkat - Mušvete | - Rakovica (Čajetina) - Rožanstvo - Rudine (Čajetina) - Sainovina - Semegnjevo - Sirogojno - Stublo - Tripkova - Trnava (Čajetina) - Čajetina - Šljivovica (Čajetina) |